# Арв
Арв (на френски: Arve) е река във Франция, която тече в долината на Шамони в югоизточната част на страната, в департамент От Савоа. Арв е един от левите притоци на река Рона. Реката извира в Грайските Алпи, недалеч от швейцарската граница, откъдето се спуска по Долината на Арв. Дължина – 102 km. Площ на водния басейн – 2060 km².